# شورية غبساء
شورية غبساء (الاسم العلمي:Shorea fusca) هي نوع غير مؤكد من النباتات تتبع جنس الشورية من فصيلة مجنحية الثمر.